# Žalm 126

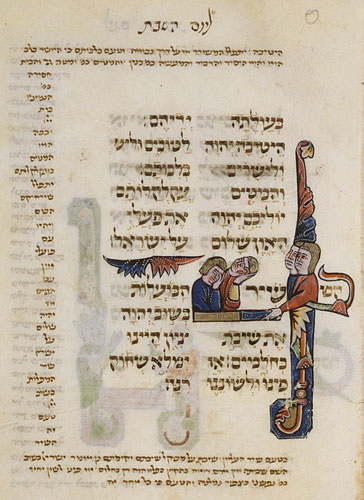
Začátek žalmu 126 v Parmském žaltáři

Žalm 126, též známý jako Šir ha-ma'alot (hebrejsky שיר המעלות‎, „píseň stupňů“ nebo také „poutní píseň“), je žalm z Knihy žalmů a jedna z poutních písní. V latinském překladu Knihy žalmů je znám pod názvem In convertendo Dominus. V judaismu se na šabat a o svátcích zpívá před birkat ha-mazon („požehnání po jídle“). Tento zvyk vychází z halachické povinnosti připomínat si zničení jeruzalémského chrámu i v okamžicích radosti a spokojenosti (zde: sytosti). Ve všedních dnech se za tímto účelem recituje žalm 137, který se však svou pochmurnou atmosférou do radostné atmosféry šabatu a svátků; zkáza chrámu je proto připomínána nepřímo, jako nevyslovený kontrast s radostí z vykoupení a návratu, která je tématem tohoto žalmu
Zpívá se v různých melodiích. Melodie Pinchase Minkovského, zpopularizovaná chazanem Josefem Rosenblattem, byla po vzniku Izraele navržena na národní hymnu tohoto státu. Tou se nakonec stala ha-Tikva, do té doby hymna sionistického hnutí.

## Text
| hebrejsky | česky (ČEP) |
| --- | --- |
| שיר המעלות בשוב יהוה את שיבת ציון היינו כחלמים. אז ימלא שחוק פינו ולשוננו רנה אז יאמרו בגוים הגדיל יהוה לעשות עם אלה. הגדיל יהוה לעשות עמנו היינו שמחים. שובה יהוה את שביתנו כאפיקים בנגב. הזרעים בדמעה ברנה יקצרו. הלוך ילך ובכה נשא משך הזרע בא יבוא ברנה נשא אלמתיו. | Poutní píseň. Když Hospodin úděl Sijónu změnil, bylo nám jak ve snu. Tehdy naše ústa naplnil smích a náš jazyk plesal. Tehdy se říkalo mezi pronárody: „Hospodin s nimi učinil velké věci.“ Hospodin s námi učinil velké věci, radovali jsme se. Hospodine, změň náš úděl, jako měníš potoky na jihu země! Ti, kdo v slzách sejí, s plesáním budou sklízet. S pláčem nyní chodí, kdo rozsévá, s plesáním však přijde, až ponese snopy. |